# Ursus (traktor)
Koncem 19. století se začaly traktory vyrábět také ve Varšavě, v městské části Ursus, což je dnes na nynějším území Polska. Traktory jsou určeny pro práci i dopravu zejména v zemědělství, na poli, v lese nebo jiném nerovném nebo nezpevněném terénu. Již od počátku se traktory běžně používaly i v jiných oborech, například při údržbě silnic nebo stavebních pracích.

## Nejstarší modely

Firemní logo URSUS

Jednou z prvních společností vyrábějících automobily v Polsku byla továrna Ursus, založená v roce 1893, která se nacházela poblíž Varšavy. Název Ursus, což znamená latinsky medvěd, byl zvolen z obchodních důvodů. Tato společnost od roku 1922 vyráběla traktory typu Ursus C-45. Po válce došlo ke sloučení obcí v nichž byla převážná část zaměstnanců továrny a 8. května 1954 k jejich připojení k Varšavě a městská část dostala URSUS. Značka Ursus C-45 byla vyráběna i po 2. světové válce.

## Vývoj traktorů
První prototyp zemědělského traktoru, který nahradil zastaralý typ C-45, byl vyvinut až v roce 1957. Byl to typ Ursus C-325 v licenci československé firmy Zetor pro traktor Zetor 4011 a jeho následné modernizace. V roce 1964 vzniklo "Československo-polské výzkumné středisko traktorů" (PCOBRC) společností Zetor a Ursus, ve kterém byla zahájen vývoj unifikované řady UŘ II. Tam byl delegován asi tucet polských inženýrů a středisko bylo řízeno pod dohledem Czesława Sławskiego a Jaroslava Zezuli. Na této řadě se začalo pracovat v 60. letech. Byly to stroje s vyššími výkony 80–160 hp. Tyto stroje byly označeny 8111, 8145, 10111, 10145, 12111, 12145, 16145 a byly postupně modernizovány.

## Těžké traktory
Úkolem vývojového střediska bylo společně vyvinout těžký zemědělský traktor třídy 1,4 t, který dostal pracovní název NUR 1,4. Ten se stal předkem celé rodiny těžkých traktorů. Sériová výroba Ursusu C-385, který se v Československu vyráběl jako Zetor 8011, byla zahájena v červenci 1969. Invaze vojsk Varšavské smlouvy do Československa pozastavila další vývoj těžkých tahačů ve středisku PCOBC v Brně až do 80. let 20. století.
Modernizace se objevila na montážních linkách v roce 1990 výrobou traktoru M87. Skládala se z 10 typů s výkony od 58,8 kW do 113,8 kW. Nejdůležitější změny byly zavedení synchronizované převodovky, hydraulické ovládání hlavní spojky se samonastavitelnou vůlí na pedálu, možnost vybavit na přání předním vývodovým hřídelem a tříbodovým závěsem, zcela nová komfortní kabina se zcela novou ergonomickou výbavou, nová palubní deska, ovládání táhla a hydrauliky, sklopný volant a zavěšené pedály.

## Foto

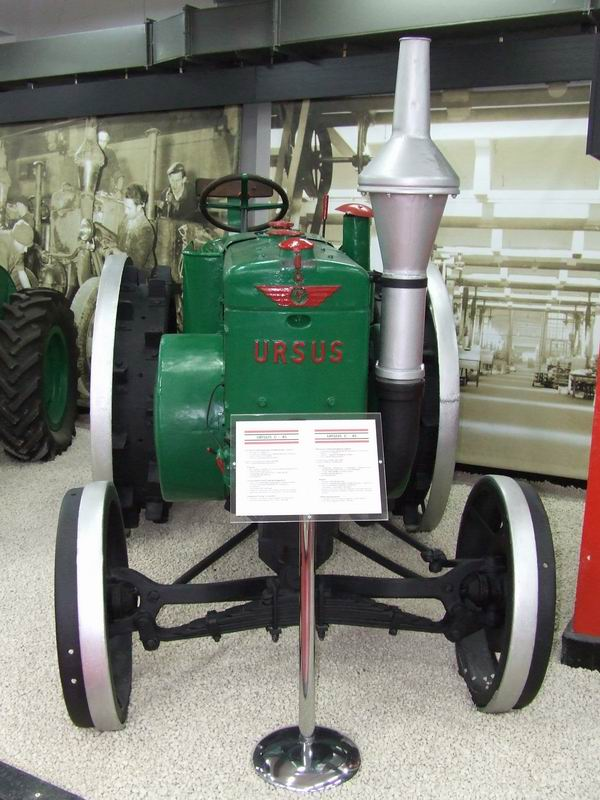
PL Ursus C-45
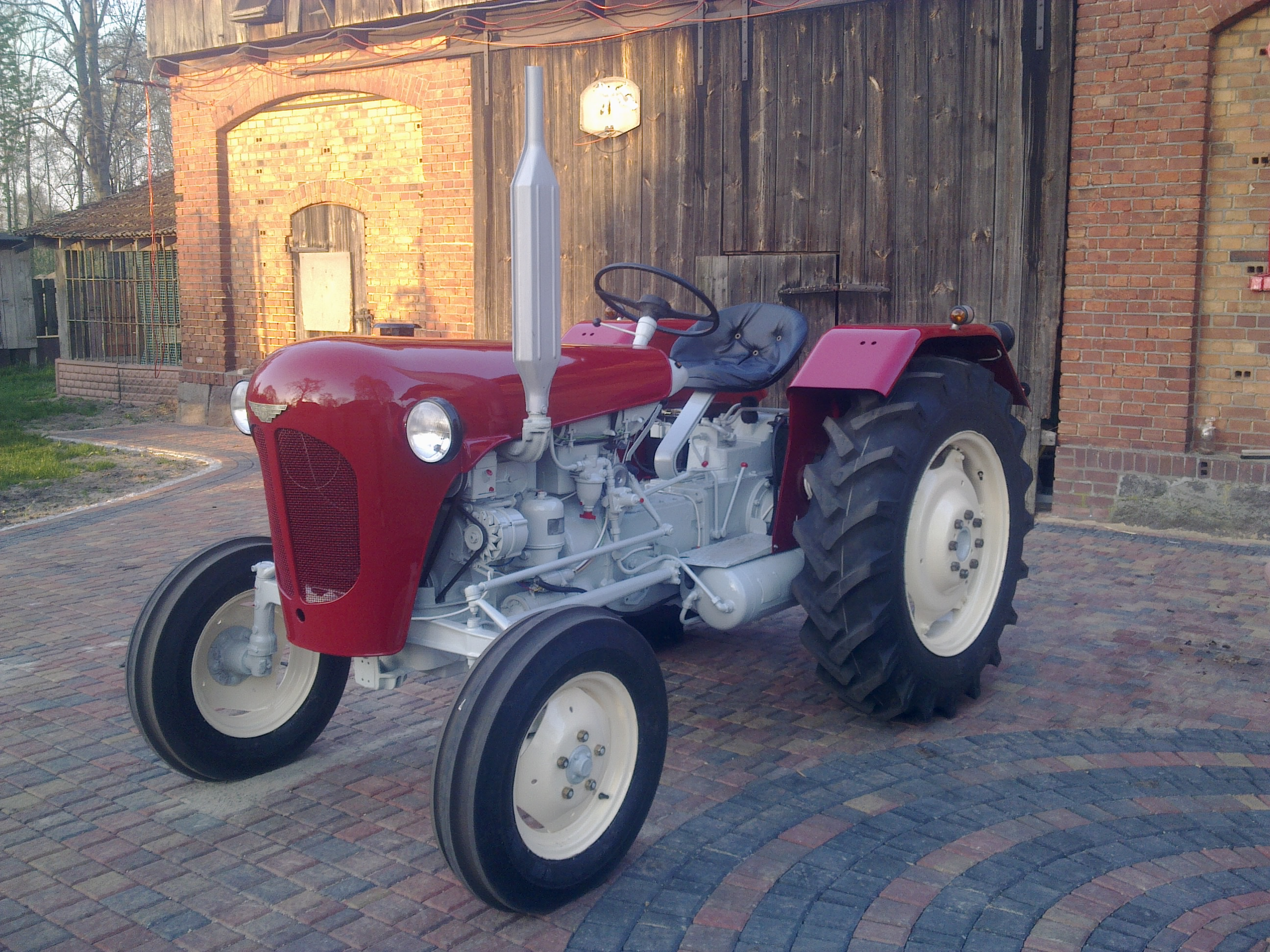
Ursus C325
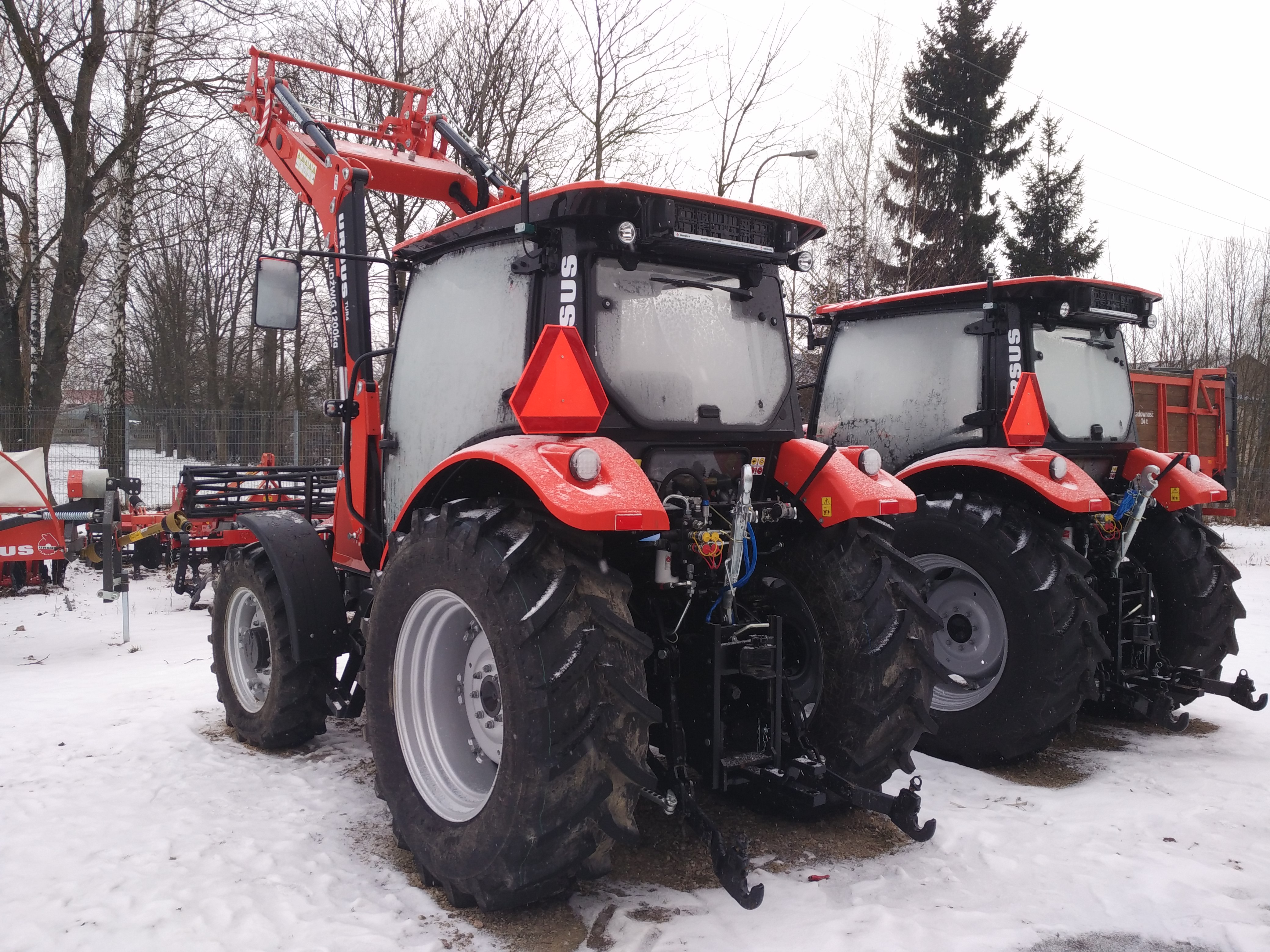
Ursus C-385